# Les Coquelicots rouges du mont Cassin

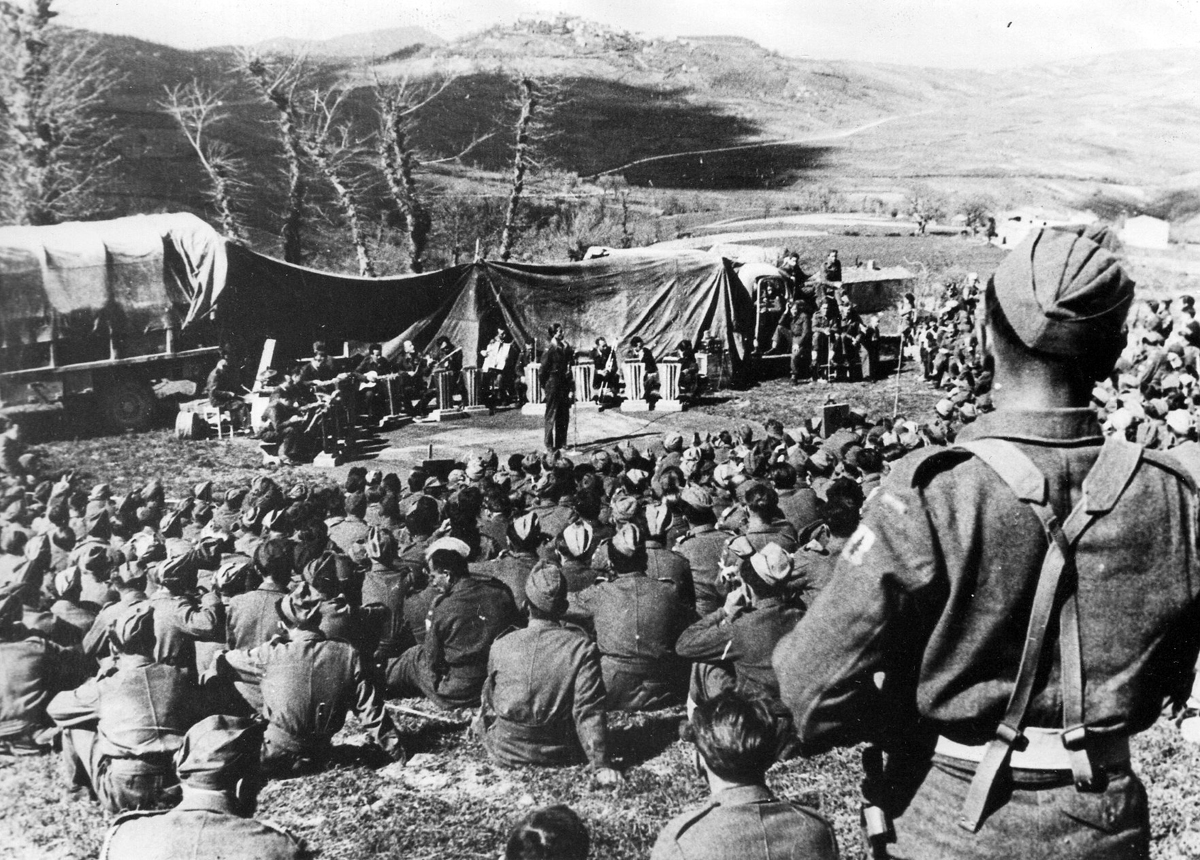
L'orchestre d'Alfred Schütz interprète Czerwone maki na Monte Cassino

Les Coquelicots rouges du mont Cassin (Czerwone maki na Monte Cassino) est un chant militaire polonais de la Seconde Guerre mondiale.

## Histoire

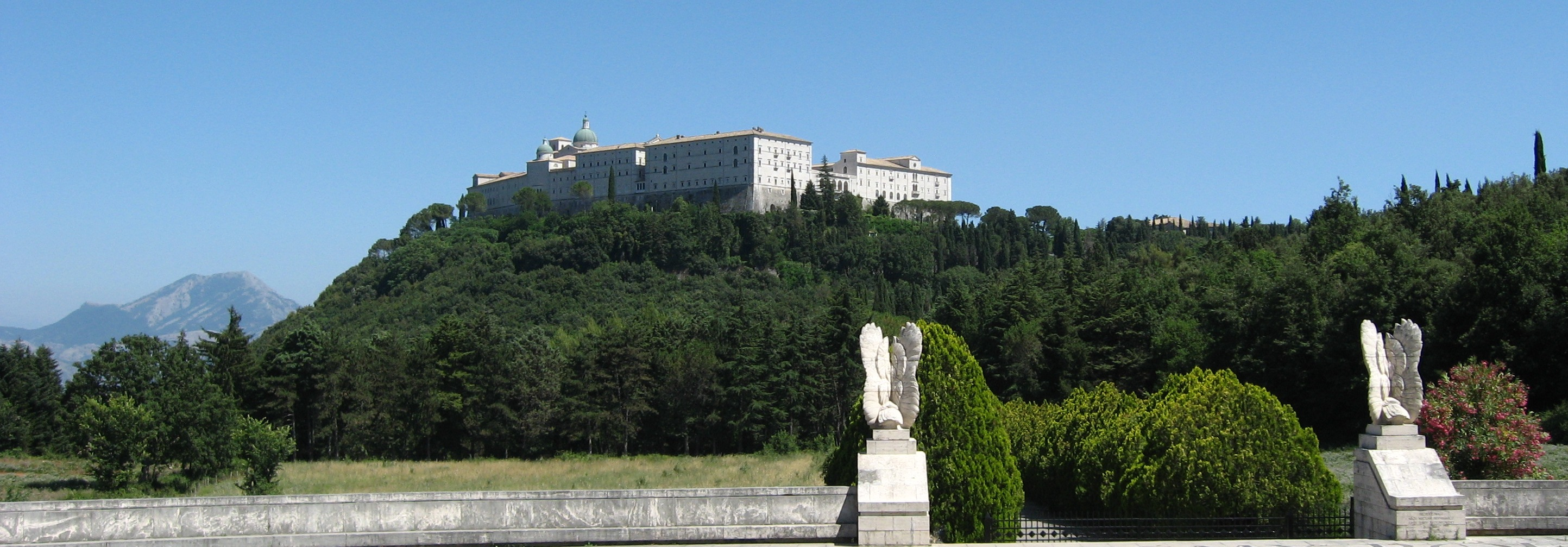
Abbaye du Mont-Cassin – vue depuis le cimetière militaire polonais

Au début de l'année 1944, un bastion allemand retranché dans l'ancienne abbaye, au sommet du mont Cassin, bloquait l'avance vers Rome des Alliés. Les forces armées avaient tenté, depuis la mi-janvier, de prendre la forteresse allemande. Le 11 mai 1944, le quatrième assaut est majeur, les troupes polonaises livrent bravement bataille.
La chanson est composée au cours de la nuit du 17 mai 1944 au 18 mai 1944.
Feliks Konarski, poète et compositeur-interprète, soldat du 2e corps polonais du général Anders, alors en garnison à Campobasso, participe à une représentation du théâtre aux armées des soldats polonais. Plus tard dans la soirée, ne trouvant pas le sommeil à cause de la bataille toute proche, il commence à rédiger le texte d’une chanson sur le mont Cassin. Dans la nuit, il réveille Alfred Schütz, son compagnon de troupe, en le priant de mettre une musique sur les paroles à peine écrites. La troisième strophe, commandée par le général Władysław Anders, est écrite quelques jours plus tard, alors que Feliks Konarski croise une tombe de soldat ornée d’une croix rudimentaire, d’une bande blanche légèrement inclinée et un bouquet de coquelicots au fusil. Il compose alors le 3e couplet dans le camion qui les transporte :

« Vois-tu cette rangée de croix blanches… »
Le 18 mai 1944, la bataille prend fin et l’étandard blanc et rouge de la Pologne flotte sur le mont Cassin. Quelques jours plus tard, pour célébrer la victoire de la Pologne, la chanson est interprétée dans les quartiers généraux du général Anders : « les coquelicots rouges du Mont Cassin, au lieu de la rosée, buvaient du sang polonais...». Et, c'est un quart de siècle après, en 1969, pour célébrer le 25e anniversaire de la bataille, que la quatrième et dernière strophe est ajoutée.

## Premiers vers de la chanson
| Paroles en polonais | Traduction en français |
| Czerwone maki na Monte Cassino | Les Coquelicots rouges du mont Cassin |
| --- | --- |
| Czy widzisz te gruzy na szczycie? Tam wróg twój się kryje jak szczur! Musicie, musicie, musicie! Za kark wziąć i strącić go z chmur. I poszli szaleni zażarci, I poszli zabijać i mścić, I poszli jak zawsze uparci, Jak zawsze za honor się bić.... Czerwone maki na Monte Cassino Zamiast rosy piły polską krew. Po tych makach szedł żołnierz i ginął, Lecz od śmierci silniejszy był gniew. Przejdą lata i wieki przeminą, Pozostaną ślady dawnych dni. I wszystkie maki na Monte Cassino Czerwieńsze będą, bo z polskiej wzrosną krwi. | Vois-tu ces ruines sur les cimes? C'est là-bas que ton ennemi se cache comme un rat! Allez, allez, allez! L'attraper par le cou et le précipiter tout en bas. Et ils partirent avec folie, avec ardeur, Et ils partirent pour tuer et pour venger, Et ils partirent comme toujours déterminés, Comme toujours se battre pour l'honneur... Les coquelicots rouges sur le mont Cassin Au lieu de la rosée ont bu le sang polonais. À travers ces coquelicots, un soldat est passé et a péri, Mais la colère était plus forte que la mort. Les années passeront, les siècles passeront, Ne resteront que les traces du passé. Et les coquelicots sur le mont Cassin, Seront plus rouges car ils ont été arrosés de sang polonais. |